# Enregistrement public à l'Olympia
Enregistrement public à l'Olympia est un album live de la chanteuse Rika Zaraï enregistré lors de son passage à l'Olympia du 25 mars au 4 avril 1970.

## Chansons de l'album
| 1.                     | Introduction (Balapapa, Alors je chante) |                                                                      | 1:11 |
| 2.                     | Balapapa                                 | Jean Kluger, Catherine Desage                                        | 3:15 |
| 3.                     | Prague                                   | Rika Zaraï, Jacques Plante                                           | 4:45 |
| 4.                     | Dans les nuages                          | Jeff Davis, Pierre Sauvil                                            | 2:20 |
| 5.                     | Balalaïka                                | Folklore, Rika Zaraï                                                 | 2:55 |
| 6.                     | Casatschok                               | Tony Perdone, Boris Rubaschkin                                       | 3:19 |
| 7.                     | Quand je faisais mon service militaire   | Jean Kluger, Frank Gérald                                            | 1:35 |
| 8.                     | Hava Naguila                             | A. Z. Idelsohn, C. Donoff                                            | 2:17 |
| 9.                     | Les Gaulois                              | Jeff Davis, Pierre Sauvil                                            | 3:50 |
| 10.                    | Heretz                                   | Albert Cohen                                                         | 5:12 |
| 11.                    | Un mur à Jérusalem                       | Mahum Heyman, Pierre Delanoé                                         | 1:58 |
| 12.                    | Jérusalem en or                          | Naomi Shemer, C. Rivat                                               | 1:47 |
| 13.                    | Alors je chante                          | Juan Barcon, Rika Zaraï, M. José De Ceretto, A. Alcade, Daniel Faure | 3:24 |
| 37 minutes 48 secondes |                                          |                                                                      |      |